# Innoryżak wytworny
Innoryżak wytworny (Euryoryzomys nitidus) – gatunek ssaka z podrodziny bawełniaków (Sigmodontinae) w obrębie rodziny chomikowatych (Cricetidae), występujący w Ameryce Południowej.

## Zasięg występowania
Innoryżak wytworny występuje w południowo-zachodniej części dorzecza Amazonki, w tym wschodnim i południowo-wschodnim Peru, południowo-zachodniej Brazylii oraz północnej i wschodniej Boliwii.

## Taksonomia
Gatunek po raz pierwszy zgodnie z zasadami nazewnictwa binominalnego opisał w 1884 roku brytyjski zoolog Oldfield Thomas nadając mu nazwę Hesperomys laticeps var. nitidus. Holotyp pochodził z Amable María, małej społeczności w dolinie rzeki Tulumayo około 10 km na południe od San Ramón, w Regionie Junín, w Peru. 
W 2006 roku dokonano rewizji podziału systematycznego, wyłączając z rodzaju Oryzomys niespokrewnione bliżej gryzonie i tworząc m.in. rodzaj Euryoryzomys. Autorzy Illustrated Checklist of the Mammals of the World uznają ten takson za gatunek monotypowy.

### Etymologia
- Euryoryzomys: gr. ευρυς eurus „szeroki”; rodzaj Oryzomys S.F. Baird, 1857 (ryżniak)[8].
- nitidus: łac. nitidus „błyszczący”, od nitere „lśnić”[9].

## Morfologia
Długość ciała (bez ogona) 108–163 mm, długość ogona 113–160 mm; brak szczegółowych danych dotyczących masy ciała. 

## Biologia
Jest spotykany od wysokości 50 do 2000 m n.p.m. Większość stanowisk znajduje się na wschodnich stokach i u podnóża Andów. Żyje w subtropikalnych i tropikalnych lasach deszczowych. Bywa spotykany w lasach pierwotnych i we wtórnych, jest odporny na zmiany środowiska leśnego. Nie występuje tylko na terenach trawiastych. Prowadzi naziemny, samotny tryb życia.

## Populacja
Innoryżak wytworny jest lokalnie liczny. Populacja jest stabilna, nie są znane zagrożenia dla gatunku. Jest uznawany za gatunek najmniejszej troski.